# Perica Richter
Perica Richter (Korčula, 1957. – Korčula, 27. srpnja 2009.), hrvatski vaterpolist i vaterpolski djelatnik. Velikan hrvatskog vaterpola za kojega njega se govorilo da je živio za hrvatski vaterpolo.
Bio je djelatnikom MUP-a RH.

Kao igrač igrao u KPK i HAVK Mladost.
Radio je i s mlađim kategorijama Reprezentacije Hrvatske, HAVK Mladost, VK Medveščaka, a trenirao je i svoj KPK-a. 
U VK Sisciji djelatan od 1998. god.

## Uspjesi
Kao igrač KPK, osvojio je:
- Kup SFRJ 1978. godine
- Kup europskih pobjednika kupova 1979. godine

## Vanjske poveznice
- Sisak Tragedija potresla VK Sisciju, 28. srpnja 2009.
- VK Medveščak